# Náufrago
Náufrago è un singolo di la cantante brasiliana Sophia Abrahão, il primo estratto dal primo album in studio Sophia Abrahão; venne pubblicato il 29 settembre 2015 in tutto il mondo.
Il 29 settembre 2015 è stato trasmesso in anteprima il videoclip su YouTube e Multishow.

## Tracce
1. Náufrago – 3:14

## Classifiche
| Classifica (2015) | Posizione massima |
| ----------------- | ----------------- |
| Brasile           | 97                |